# تشاد كيلي
تشاد كيلي (بالإنجليزية: Chad Kelly)‏ هو لاعب كرة قدم أمريكية أمريكي، ولد في 26 مارس 1994 في بوفالو في الولايات المتحدة.

## وصلات خارجية
- تشاد كيلي على موقع مرجع كرة القدم المحترفة.كوم (الإنجليزية)
- تشاد كيلي على موقع JustSportsStats.com (الإنجليزية)